# Stanley (Dakota Północna)
Stanley – miasto w Stanach Zjednoczonych, w stanie Dakota Północna, siedziba administracyjna hrabstwa Mountrail.